# Elecciones vicepresidenciales de Ecuador de 1831
Esta elección se ejerció durante un Congreso Extraordinario al renunciar el vicepresidente José Joaquín de Olmedo.

## Candidatos y Resultados
| Partido       | Vicepresidente                 | Cargos Previos                              | Votos |
| ------------- | ------------------------------ | ------------------------------------------- | ----- |
| Liberal       | Modesto Larrea y Carrión       | Presidente del Congreso Nacional (1831)     | 19    |
| Conservadores | José Rafael Mosquera y Hurtado | Vicepresidente del Congreso Nacional (1831) | 4     |
| Conservadores | Ignacio Torres Tenorio         | Diputado del Congreso Nacional (1831)       | 3     |

Fuente: